# Santa Catarina Cerro del Vidrio
Santa Catarina Cerro del Vidrio är en ort i Mexiko.   Den ligger i kommunen San Juan Lachao och delstaten Oaxaca, i den sydöstra delen av landet, 400 km sydost om huvudstaden Mexico City. Santa Catarina Cerro del Vidrio ligger 1 787 meter över havet och antalet invånare är 190.
Terrängen runt Santa Catarina Cerro del Vidrio är kuperad åt nordost, men åt sydväst är den bergig. Runt Santa Catarina Cerro del Vidrio är det ganska glesbefolkat, med 27 invånare per kvadratkilometer. Närmaste större samhälle är Santa Catarina Juquila, 14,9 km väster om Santa Catarina Cerro del Vidrio. I omgivningarna runt Santa Catarina Cerro del Vidrio växer huvudsakligen savannskog.